# Osławica (Basses-Carpates)
Pour les articles homonymes, voir Osławica.
Osławica est une localité polonaise de la gmina de Komańcza, située dans le powiat de Sanok en voïvodie des Basses-Carpates.